# Kevin Barry

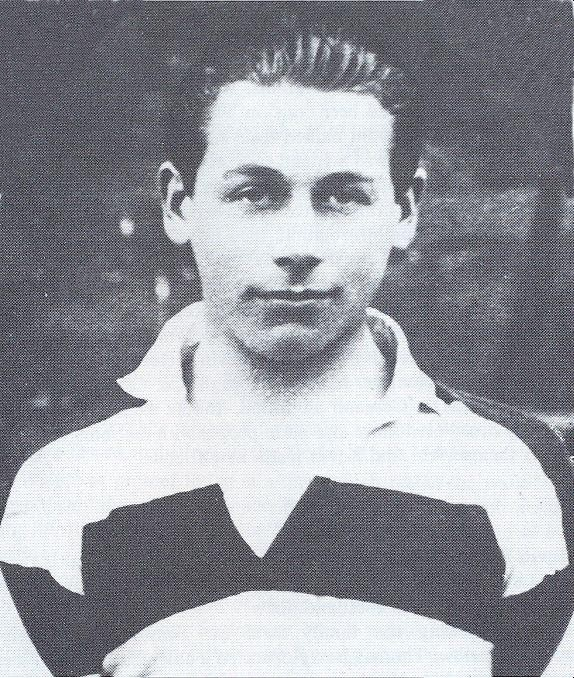
Kevin Barry.

Kevin Gerard Barry (iriska: Caoimhín de Barra), född 20 januari 1902 i Dublin, död där 1 november 1920, var en irländsk medicinstudent som slogs i Irländska frihetskriget och som blev en av krigets första och mest berömda martyrer.
Kevin Barry föddes i Dublin och växte upp där och County Carlow. Han var det fjärde av sju barn i en medelklassfamilj. Han började 1916 på det exklusiva Belvedere College. 1919, då han var 17 år gammal, började han på University College Dublin för att studera medicin. 
Kevin Barry gick med i the Irish Volunteers och under kriget med britterna steg Barry i graderna. Den 20 september 1920 deltog han i ett bakhåll mot brittiska soldater då menige Thomas Humphries, menige Marshall Whitehead och menige Harold Washington dödades. Barry infångades efter att hans kompanjoner flytt. I sitt vittnesmål ett par veckor senare svor han att soldaterna som infångat honom torterat honom för att få veta vilka andra som var inblandade i bakhållet, men Barry vägrade att berätta. 
Barry åtalades som civilist för mordet på menige Whitehead. Barry vägrade att erkänna domstolens rätt och således vägrade han även att ha någon försvarare. Det har rapporterats att han läste tidningar under förhandlingarna. Barry dömdes till avrättning för mord och hängdes i fängelset Mountjoy prison i Dublin den 1 november, trots hans begäran att få bli skjuten som en soldat. Han blev 18 år gammal. Barrys avrättning var den första sedan 1916 och avrättningen användes av Sinn Féin i det antibrittiska propagandaarbetet. Många studenter gick med i Irländska republikanska armén som en följd av Barrys avrättning. Kevin Barrys martyrskap och hans död var känd för nästan alla irländare. Möjligen berodde detta mer på tidpunkten och propagandaarbete snarare än att hans gärningar var extraordinära. En faktor i hans berömdhet antas dock vara att han visade stort mod och även hade humor. Några dagar före avrättningen skojade han med en besökare och sa: "They are not going to shoot me like a soldier - they are going to hang me like a gentleman!"
Den 14 oktober 2001 genomfördes en statlig begravning av kvarlevorna efter Barry och nio andra volontärer i irländska frihetskiget. 
Det finns en välkänd irländsk låt om Barrys fängslande och avrättning, som skrevs under 1920-talet och som än idag sjungs. Melodin är "Rolling Home to Dear Old Ireland", vars inledande refrängtext är. 
Shoot me like an Irish soldier,
Do not hang me like a dog;
For I fought for Ireland's freedom
Även Björn Ulvaeus har skrivit en låt om Kevin Barry som återfinns på Hootenanny Singers debutalbum Hootenanny Singers från 1964.